# Wiatrak kozłowy w Drewnicy
Wiatrak w Drewnicy – zabytkowy drewniany wiatrak kozłowy znajdujący się w Drewnicy, zbudowany w 1718.
Jest to obecnie jedyny zachowany na Żuławach wiatrak przemiałowy typu "koźlak". W 1962 obiekt wpisano do rejestru zabytków.

## Opis
Zbudowany został w 1718 w północno-zachodniej części wsi Drewnicy jako wiatrak przemiałowy czyli młyn wiatrowy do mielenia zboża. Zbudowali go mennonici, holenderscy osadnicy, którzy gospodarowali wtedy na Żuławach. Spośród około 100 wiatraków przemiałowych jakie doczekały roku 1945 dziś pozostały dwa - drewniany koźlak w Drewnicy i XIX-wieczny, murowano - drewniany holender w Palczewie. Dziś koźlak w Drewnicy nie pełni już swej roli, ale jest  świadectwem "wiatrakowej" przeszłości Żuław Wiślanych i atrakcją turystyczną. Obiekt częściowo wyremontowany i znajduje się w rękach prywatnego właściciela.
Jest to typowy wiatrak kozłowy. Posadowiony na ceglanej podmurówce. Wykonany w całości z drewna. Ściany konstrukcji szkieletowej, oszalowane pionowo deskami. Bryła budowli w kształcie prostopadłościanu. Przykryta gontowym dachem kształtem przypominającym odwróconą łódź, z nawisem, pod którym znajduje się mała galeria ze wysokimi schodami prowadzącymi do drzwi wejściowych.
Wewnątrz wiatraka zachowały się mechanizmy oraz kilka elementów starego wyposażenia.

## Galeria

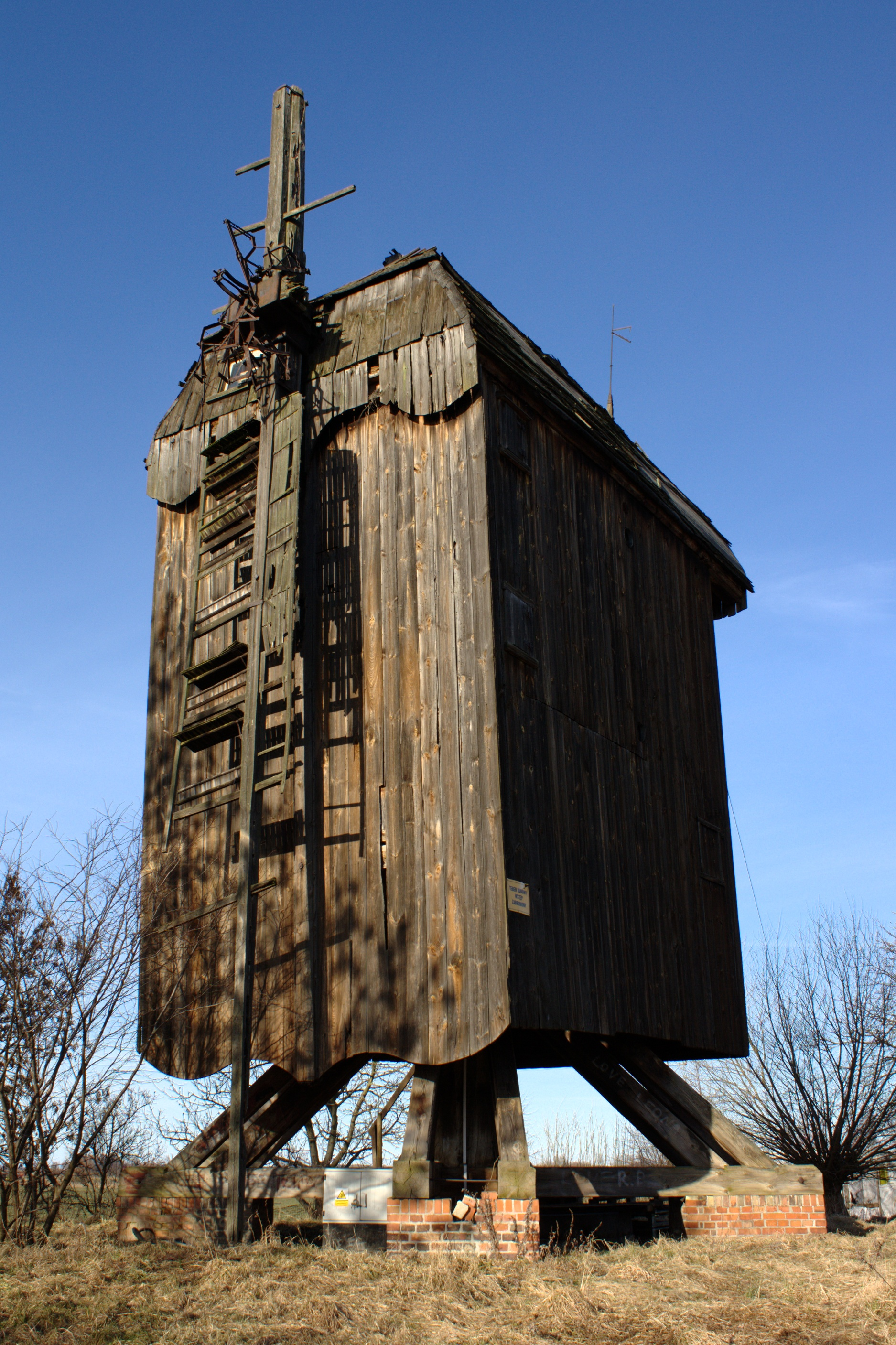
Elewacja tylna
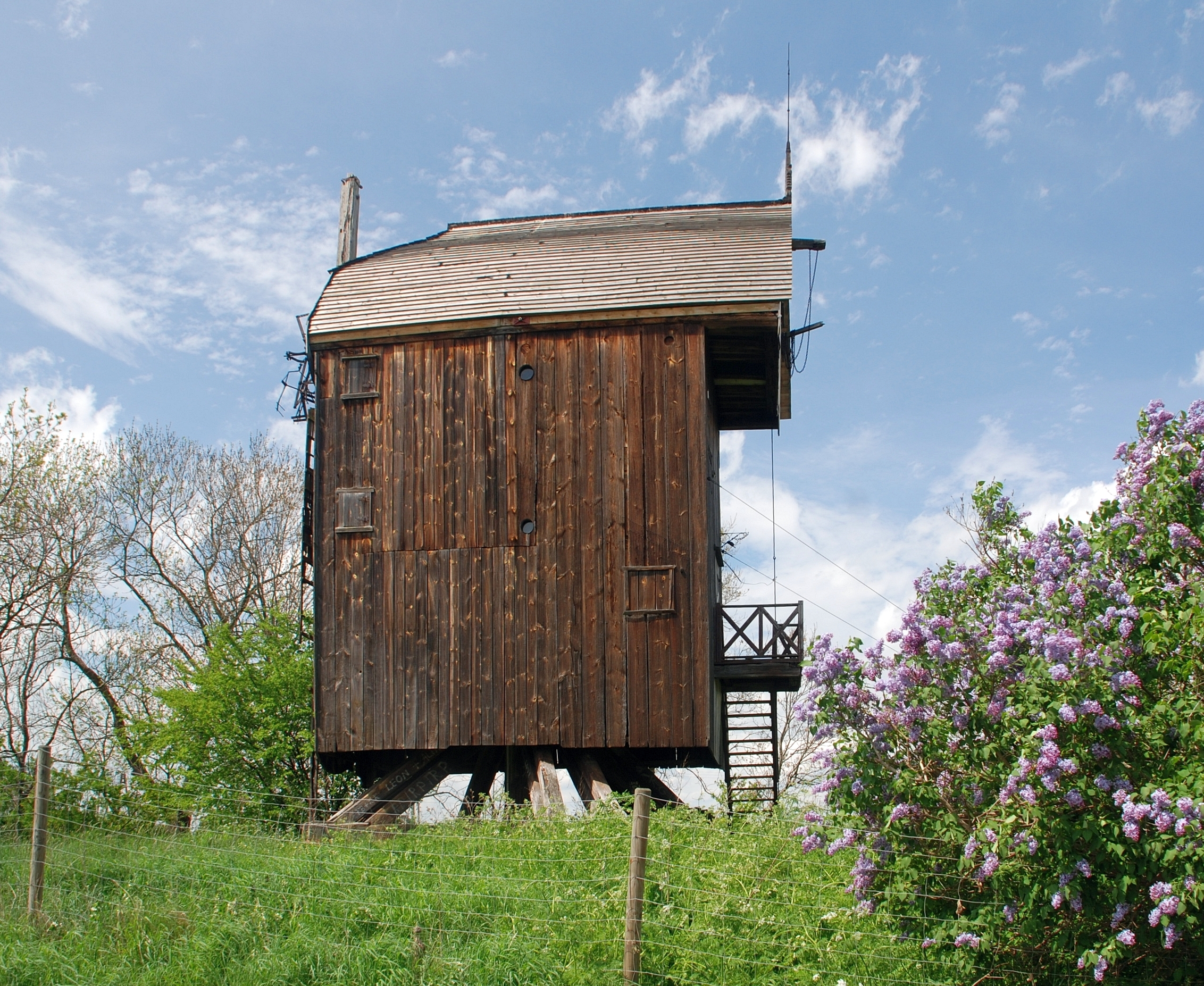
Elewacja boczna
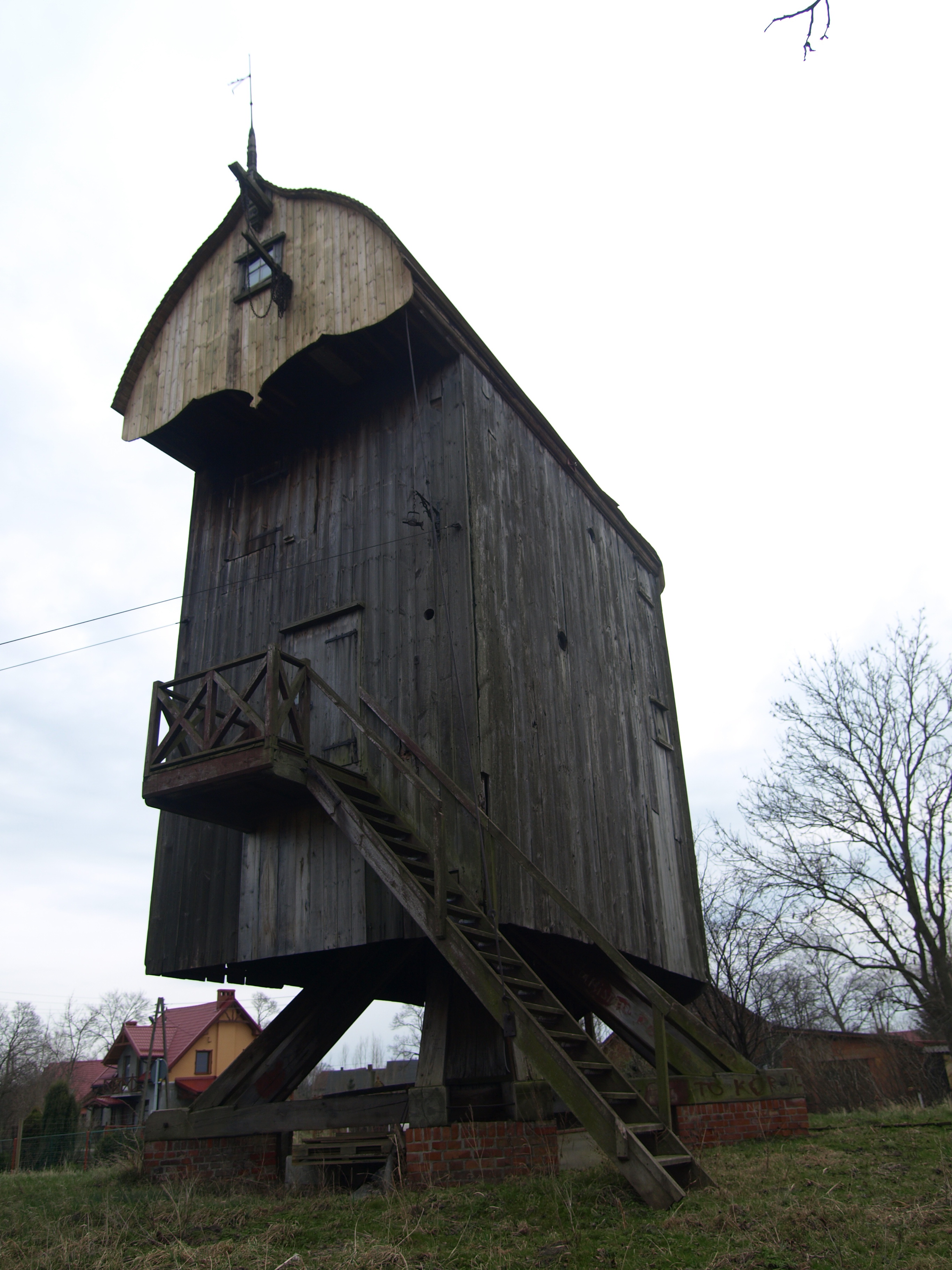
Elewacja frontowa